# Нгамби, Сесиль
Сеси́ль Нгамби́ (фр. Cécile Ngambi, 15 ноября 1960) — камерунская легкоатлетка, выступавшая в многоборье и гладком и барьерном беге на короткие дистанции. Серебряный призёр чемпионата Африки 1985 года. Участвовала в летних Олимпийских играх 1980 и 1984 годов. Первая женщина, представлявшая Камерун на Олимпийских играх.

## Биография
Сесиль Нгамби родилась 15 ноября 1960 года.
В 1980 году вошла в состав сборной Камеруна на летних Олимпийских играх в Москве. Выступала в легкоатлетическом пятиборье, где заняла 17-е место среди 19 участников, набрав 3832 очка и уступив 251 очко победительнице — Надежде Ткаченко из СССР. Нгамби стала первой женщиной, представлявшей Камерун на Олимпийских играх.
В 1984 году вошла в состав сборной Камеруна на летних Олимпийских играх в Лос-Анджелесе. В беге на 100 метров заняла 5-е место среди восьми участниц предварительного забега, показав результат 11,67 секунды, в четвертьфинале заняла 4-е место среди восьми участниц (11,82), в полуфинале — 8-е, последнее (11,91). В беге на 100 метров с барьерами заняла 4-е место среди шести участниц предварительного забега, показав результат 13,54 секунды и отобравшись в следующий этап по времени. В полуфинале заняла 7-е место среди восьми участниц забега (13,70).
В 1985 году завоевала серебряную медаль на чемпионате Африки по лёгкой атлетике в беге на 100 метров с барьерами. Показав результат 13,81, Нгамби уступила только Марии Усифо из Нигерии (13,52).
В 2000 году была знаменосцем сборной Камеруна на церемонии открытия летних Олимпийских игр в Сиднее.

## Личные рекорды
- Бег на 100 метров — 11,3 (1984)[6]
- Бег на 100 метров с барьерами — 13,54 (1984)[6]
- Пятиборье — 3832 (24 июля 1980, Москва)[6]